# میستیک پیتزا
میستیک پیتزا (به انگلیسی: Mystic Pizza) فیلمی محصول سال ۱۹۸۸ و به کارگردانی دونالد پتری است. در این فیلم بازیگرانی همچون آنابت گیش، جولیا رابرتس، لیلی تیلور، وینسنت دن آفریو، ویلیام آر موزز، آدام استورک، کونچتا فرل، آن فلود و مت دیمون ایفای نقش کرده‌اند.